# Eskil Ervik
Eskil Ervik (ur. 11 stycznia 1975 w Trondheim) – norweski łyżwiarz szybki, dwukrotny medalista mistrzostw świata i Europy.

## Kariera
Pierwszy sukces w karierze Eskil Ervik osiągnął w 1999 roku, kiedy zdobył brązowy medal podczas wielobojowych mistrzostw świata w Hamar. W zawodach tych wyprzedzili go jedynie Rintje Ritsma z Holandii oraz Rosjanin Wadim Sajutin. W tym samym roku był też czwarty w biegu na 5000 m podczas dystansowych mistrzostw świata w Heerenveen, przegrywając walkę o medal z Holendrem Bobem de Jongiem. Na rozgrywanych rok później mistrzostwach Europy w Hamar był drugi, przegrywając tylko z Ritsmą. W 2002 roku wziął udział w igrzyskach olimpijskich w Salt Lake City, gdzie zajął 35. miejsce w biegu na 1500 m, a w biegu na 5000 m zajął 21. miejsce. Podczas dystansowych mistrzostw świata w Seulu ponownie był czwarty na 5000 m, walkę o podium przegrywając z Giannim Romme. Na dystansowych mistrzostwach świata w Inzell w 2005 roku wspólnie z Petterem Andersenem i Oddem Borgersenem zdobył brązowy medal w biegu drużynowym. Rok później brał udział w igrzyskach w Turynie, razem z kolegami z reprezentacji zajmując czwarte miejsce w drużynie. Indywidualnie był dziesiąty w biegu na 5000 m i jedenasty na dwukrotnie dłuższym dystansie. W tym samym roku był też drugi na mistrzostwach Europy w Hamar i czwarty na wielobojowych mistrzostwach świata w Calgary. Siedmiokrotnie stawał na podium indywidualnych zawodów Pucharu Świata, odnosząc przy tym jedno zwycięstwo: 8 marca 2002 roku w Inzell wygrał bieg na 5000 m. Najlepsze wyniki w zawodach tego cyklu osiągał w sezonach 2005/2006, 2006/2007, kiedy był czwarty w klasyfikacji końcowej 5000/10 000 m. W 2009 roku zakończył karierę.